# New Blood (Peter-Gabriel-Album)
New Blood ist das neunte Studioalbum und das siebzehnte Album insgesamt des englischen Singer-Songwriters und Rock-Musikers Peter Gabriel, das am 10. Oktober 2011 von Real World Records veröffentlicht wurde. Das Album besteht aus orchestralen Neueinspielungen verschiedener Titel aus Gabriels Karriere.

## Hintergrund
Das Album setzt das Projekt fort, das Gabriel mit seinem Vorgängeralbum Scratch My Back begonnen hatte, bei dem es sich um orchestrale Coverversionen von Songs anderer Künstler handelte. Die Idee entstand, nachdem Gabriels Songs für die zweite Hälfte der Shows der The New Blood Tour von 2010 für das New Blood Orchestra neu arrangiert wurden. Für dieses Album arbeitete Gabriel weiterhin mit dem neuseeländischen Komponisten John Metcalfe als Arrangeur zusammen. Ursprünglich wollte er die Songs mit selbstgebauten Instrumenten neu aufnehmen, fand bei diesen aber nicht die nötige Bandbreite und Ausdruckskraft, die bei vorhandenen Instrumenten zur Verfügung steht.
„Ich wollte wirklich nicht, dass es auf dem neuen Album nur um die Hits (in den Musikcharts) geht“, erklärte Peter Gabriel gegenüber dem britischen Musikjournalisten Mark Blake. „Es gibt also keinen Sledgehammer... Ich war mir zuerst unsicher, ob ich Red Rain und Don’t Give Up ohne Kate (Bush) machen sollte, aber dann hatte ich das Gefühl, dass es passen würde. Am Ende hat es funktioniert.“
Das Album enthält den neuen Titel A Quiet Moment, der aus dem Wunsch heraus entstand, den Titel Solsbury Hill, der aufgrund der großen Nachfrage neu aufgenommen wurde, vom Rest des Albums zu trennen. Ursprünglich sollten drei Minuten Stille vor Solsbury Hill diese Funktion erfüllen, aber man dachte, dass dies die Hörer verwirren wurde. Deshalb entschied Gabriel, dass A Quiet Moment besser an dieser Stelle funktionieren würde. Dabei handelt es sich um eine Aufnahme der Geräusche der Natur auf dem Little Solsbury Hill. Das New Blood Orchestra spielte auch später in immer wechselnden, den einzelnen Liedern angepassten Besetzungen, bei fast allen Titeln seines zehnten (bzw. achten mit Originalmaterial) Studioalbums i/o.

## Bewertung
In der Zeitung The Independent gab der Autor Andy Gill dem Album drei von fünf Sternen und kommentierte dies mit: „Die vorherrschenden Töne sind von ehrfürchtigem Staunen – die aufstrebende Noblesse von Downside-Up, die tanzenden Holzbläser von San Jacinto und In Your Eyes – oder erwartungsvoller Spannung, vor allem in den emotionalen Sturmfluten von Red Rain und The Rhythm of the Heat.“
Pete Clark, der für die Zeitung Evening Standard schrieb, bewertete das Album mit vier von fünf Sternen und stellte fest: „In typischer Gabriel-Manier wurde eine offensichtliche Auswahl vermieden: kein Sledgehammer oder Biko hier. Stattdessen haben Gabriel und der Arrangeur/Komponist John Metcalfe sich für Songs entschieden, die am besten von einer erwachsenen Behandlung profitieren würden. Meistens ist es ein großer Erfolg.“
In dem britischen Magazin The Word bezeichnete der Autor David Hepworth das Album als erfolgreicher als Scratch My Back und schrieb: „John Metcalfes strenge Streicherarrangements umrahmen die Dramatik von Songs wie San Jacinto, In Your Eyes und Red Rain, obwohl die rhythmischen Streicher dazu neigen, wie Bernard Herrmanns Soundtracks zu Hitchcock-Filmen zu klingen. Gut für eine Fahrt mit dem offenen Auto durch die Yorkshire Dales, während man mit der Sonne Verstecken spielt.“

## Titelliste
Alle Lieder wurden von Peter Gabriel geschrieben.

### New Blood
1. The Rhythm of the Heat (im Original von: Peter Gabriel 4 (Security), 1982) – 5:41
2. Downside-Up (mit Melanie Gabriel) (im Original von: OVO, 2000) – 3:52
3. San Jacinto (im Original von: Peter Gabriel 4 (Security)) – 6:58
4. Intruder (im Original von: Peter Gabriel 3 (Melt), 1980) – 5:07
5. Wallflower (im Original von: Peter Gabriel 4 (Security)) – 6:25
6. In Your Eyes (im Original von: So, 1986) – 7:13
7. Mercy Street (im Original von: So) – 5:59
8. Red Rain (im Original von: So) – 5:16
9. Darkness (im Original von: Up, 2002) – 6:10
10. Don’t Give Up (mit Ane Brun) (im Original von: So) – 6:40
11. Digging in the Dirt (im Original von: Us, 1992) – 4:57
12. The Nest that Sailed the Sky (im Original von: OVO) – 3:54
13. A Quiet Moment (Bislang unveröffentlicht) – 4:48
14. Solsbury Hill (Bonustrack) (im Original von: Peter Gabriel 1 (Car), 1977) – 4:35

### Bonustitel

#### Special Edition Disc 2
1. The Rhythm of the Heat (instrumental), (im Original von: Peter Gabriel 4 (Security)) – 5:41
2. Downside-Up (instrumental), (im Original von: OVO, 2000) – 3:52
3. San Jacinto (instrumental), (im Original von: Peter Gabriel 4 (Security)) – 7:12
4. Intruder (instrumental), (im Original von: Peter Gabriel 3 (Melt)) – 5:06
5. Wallflower (instrumental), (im Original von: Peter Gabriel 4 (Security)) – 6:24
6. In Your Eyes (instrumental), (im Original von: So) – 7:13
7. Mercy Street (instrumental), (im Original von: So) – 6:00
8. Red Rain (instrumental), (im Original von: So) – 5:16
9. Darkness (instrumental), (im Original von: Up) – 6:10
10. Don’t Give Up (instrumental), (im Original von: So) – 6:40
11. Digging in the Dirt (instrumental), (im Original von: Us) – 4:58
12. The Nest that Sailed the Sky (instrumental), (im Original von: OVO) – 3:54
13. Blood of Eden (Bonustrack), (im Original von: Us) – 6:05

#### Digitale Download-Bonustracks
1. Signal to Noise (im Original von: Up) – 7:46
2. Father, Son (im Original von: OVO) – 4:10

#### Deluxe Edition Discs 1/2 (DVD/BD) (New Blood: Live in London)
1. Intruder (im Original von: Peter Gabriel 3 (Melt)) – 5:59
2. Wallflower (im Original von: Peter Gabriel 4 (Security)) – 7:29
3. The Boy in the Bubble (geschrieben von Paul Simon & Forere Motloheloa), (im Original von: Scratch My Back, 2010) – 4:35
4. Après Moi (geschrieben von Regina Spektor), (im Original von: Scratch My Back) – 5:16
5. The Drop (im Original von: Up) – 2:58
6. Washing of the Water (im Original von: Us) – 4:20
7. The Book of Love (geschrieben von Stephin Merritt), (im Original von: Scratch My Back) – 3:54
8. Darkness (im Original von: Up) – 6:34
9. The Power of the Heart (geschrieben von Lou Reed) (im Original von: Scratch My Back) – 6:36
10. Biko (im Original von: Peter Gabriel 3 (Melt)) – 6:54
11. San Jacinto (im Original von: Peter Gabriel 4 (Security)) – 7:44
12. Digging in the Dirt (im Original von: Us) – 6:01
13. Signal to Noise (im Original von: Up) – 8:46
14. Downside-Up (im Original von: OVO) – 6:29
15. Mercy Street (im Original von: So) – 6:47
16. The Rhythm of the Heat (im Original von: Peter Gabriel 4 (Security)) – 6:54
17. Blood of Eden (im Original von: Us) – 6:31
18. Red Rain (im Original von: So) – 7:11
19. Solsbury Hill (im Original von: Peter Gabriel 1 (Car)) – 6:15
20. In Your Eyes (im Original von: So) – 8:27
21. Don’t Give Up (im Original von: So) – 8:32
22. The Nest that Sailed the Sky (im Original von: OVO) – 6:48

#### Deluxe Edition Disc 4 (CD) (Live Blood– Live Recording)
1. The Rhythm of the Heat (im Original von: Peter Gabriel 4 (Security)) – 6:47
2. Mercy Street (im Original von: So) – 6:11
3. Digging in the Dirt (im Original von: Us) – 5:09
4. Signal to Noise (im Original von: Up) – 9:39
5. Intruder (im Original von: Peter Gabriel 3 (Melt)) – 4:47
6. Biko (im Original von: Peter Gabriel 3 (Melt)) – 7:31
7. San Jacinto (im Original von: Peter Gabriel 4 (Security)) – 7:43
8. Solsbury Hill (im Original von: Peter Gabriel 1 (Car)) – 6:34
9. In Your Eyes (mit Sevara Nazarxon), (im Original von: So) – 7:24
10. Don’t Give Up (mit Ane Brun), (im Original von: So) – 7:18

## Mitwirkende

### Hauptmusiker
- Ane Brun – Gesang (Don’t Give Up)
- Tom Cawley – Gesang, Klavier
- Melanie Gabriel – Gesang (Downside-Up)
- Peter Gabriel – Hauptgesang

### Orchesterpersonal
- New Blood Orchestra:
  - Geigen – Alison Dodds, Natalia Bonner, Ian Belton, Martin Burgess, Louisa Fuller, Richard George, Philip Gallaway, Clare Hayes, Peter Hanson, Stephen Morris, Rita Manning, Ian Humphries, Magnus Johnston, Simon Lewis, Jonathan Rees, Everton Nelson, Charles Mutter, Odile Ollagnon, Emma Parker, Cathy Thompson, Jackie Shave, Debbie Widdup, Roland Roberts, Kathy Shave, Laura Samuel
  - Bratschen – John Metcalfe, Morgan Goff, Reiad Chibah, Fiona Bonds, Catherine Bradshaw, Rebecca Crowley, Chris Pitsillides, Timothy Grant, Helen Kamminga, Bruce White, Jon Thorne, Vicci Wardman, James Sleigh
  - Celli – Ian Burdge, Caroline Dale, David Daniels, Nick Cooper, Alice Neary, Nicholas Holland, Chris Worsey, Jonathan Tunnell, Nicholas Roberts, Will Schofield, Jackie Thomas
  - Kontrabässe – Ben Russell, Chris Laurence, Richard Pryce, Stephen Rossell, Patrick Lannigan, Roger Linley
  - Flöte, Altflöte, Piccoloflöte – Eliza Marshall
  - Klarinette, Bassklarinette – Richard Hosford
  - Fagott – Sarah Burnett
  - Oboe – Alun Darbyshire
  - Trompete, Piccolotrompete – Andy Crowley, Simon Munday
  - Waldhorn – Richard Watkins, Richard Bissil, Simon Rayner, Phillip Eastop, Michael Kidd
  - Tenorposaune – Tracy Holloway, Dan Jenkins, Richard Edwards
  - Bassposaune – Richard Edwards, Mark Frost, David Stewart
  - Tuba – David Powell
  - Perkussion – Toby Burgess
  - Dirigent – Ben Foster
  - Konzertmeisterin – Louisa Fuller

### Technisches Personal
- Scott Barnett – zusätzliche Technik
- Marc Bessant – Design
- Richard Chappell – Mixing, Toningenieur
- Mark Claydon – zusätzliche Technik
- Tony Cousins – Mastering
- Fiona Cruickshank – Assistentin für den Pro-Tools-Schnitt
- Olga Fitzroy – Assistentin der Tontechnik in AIR Lyndhurst, Pro-Tools-Schnitt
- Peter Gabriel – Produktion, Arrangement
- John Metcalfe – Orchestrierung,  Arrangement, Mixing, Produktion
- Steve Orchard – Tontechnik in AIR Lyndhurst

## Rezeption

### Chartplatzierungen
| ChartsChartplatzierungen       | Höchstplatzierung | Wochen |
| ------------------------------ | ----------------- | ------ |
| Deutschland (GfK)              | 6 (10 Wo.)        | 10     |
| Österreich (Ö3)                | 19 (4 Wo.)        | 4      |
| Schweiz (IFPI)                 | 11 (6 Wo.)        | 6      |
| Vereinigtes Königreich (OCC)   | 22 (4 Wo.)        | 4      |
| Vereinigte Staaten (Billboard) | 30 (4 Wo.)        | 4      |